# Dundry
Dundry är en ort och civil parish i Storbritannien.   Den ligger i kommunen North Somerset och riksdelen England, i den södra delen av landet, 170 km väster om huvudstaden London. Dundry ligger 219 meter över havet och antalet invånare är 829.
Terrängen runt Dundry är platt åt nordost, men åt sydväst är den kuperad. Dundry ligger uppe på en höjd.Runt Dundry är det tätbefolkat, med 493 invånare per kvadratkilometer. Närmaste större samhälle är Bristol, 6,9 km norr om Dundry. Trakten runt Dundry består i huvudsak av gräsmarker.